# Mother's Day (film 2016)
Mother's Day è un film del 2016 diretto da Garry Marshall.
È l'ultimo film del regista, concluso prima della sua morte avvenuta il 19 luglio 2016.

## Trama
Nei giorni vicini alla Festa della Mamma, si intrecciano le storie tragicomoche di alcune persone residenti ad Atlanta, il cui filo conduttore è il rapporto tra madri e figli.
Sandy, madre single di Mikey e Peter, rimane sconvolta nell'apprendere che il suo ex marito Henry ha sposato una donna più giovane. La donna incontra per caso Bradley, un ex marine vedovo e con due figlie, Vicky e Rachel: tra i due scatta subito la scintilla, ma i rispettivi traumi impediscono loro di conoscersi.
Kristin ha una figlia, Katie, avuta da una precedente relazione, e medita di sposare il padre di suo figlio Zack; tuttavia la donna non riesce a fare questo passo, poiché è stata adottata e, non avendo mai conosciuto i suoi genitori biologici, si sente incompleta: la sua amica Jesse la incoraggia pertanto a cercare sua madre.
Jesse, che è anche la migliore amica di Sandy, è sposata e ha un figlio con Russell, che è Indiano. Sua sorella Gabi è invece sposata con una donna, Max, con la quale ha anche avuto un figlio; entrambe le donne hanno tenuto nascoste le loro relazioni ai genitori Earl e Florence, razzisti e omofobi: quando essi arrivano senza alcun preavviso, le due devono fare i salti mortali per non far scoprire loro le bugie che hanno raccontato.
Intanto ad Atlanta arriva la celebre scrittrice Miranda Collins, impegnata nella promozione del suo ultimo libro. Per una serie di coincidenze la donna incontra Kristin, e riconosce in lei la figlia avuta quand'era molto giovane e che era stata costretta a dare in adozione. Dopo molte avventure le donne si riconciliano, e Zach chiede a Kristin di sposarla in diretta TV. Il matrimonio sarà celebrato lo stesso giorno, in modo che Miranda possa partecipare.
La presenza di Earl e Florence, intanto, porta Gabi e Jesse a litigare prima coi genitori e poi coi rispettivi partner; l'inaspettato aiuto della madre di Russell, tuttavia, sarà determinante per la riconciliazione. Più tardi la famiglia al completo celebrerà la festa della mamma con un picnic nel parco.
Sandy e Bradley si incontrano di nuovo per caso in ospedale, dove la donna si trova a causa di un attacco d'asma di suo figlio, mentre lui è lì con la gamba rotta a causa di un incidente durante l'organizzazione della festa della mamma. Quando vede la donna interagire con le sue figlie, Bradley decide di darle una chance.

## Produzione
Le riprese sono iniziate il 18 agosto 2015 e sono terminate a settembre dello stesso anno.

## Distribuzione
Il film è uscito nelle sale statunitensi il 23 aprile 2016 mentre in Italia per il 23 giugno dello stesso anno.

## Citazioni
Quando il personaggio di Julia Roberts si trova a parlare col suo agente (Héctor Elizondo) in un ristorante, questi sottolinea come egli stia usando la giusta forchetta da insalata. Questo richiama una scena analoga del film Pretty Woman, diretto dallo stesso regista e con gli stessi due attori.
In alcune scene, inoltre, Julia Roberts indossa la stessa parrucca che portava in Notting Hill.